# Mittelstrimmig
Mittelstrimmig est une municipalité allemande située dans le land de Rhénanie-Palatinat et l'arrondissement de Cochem-Zell.